# Hetaerina amazonica
Hetaerina amazonica är en trollsländeart som beskrevs av Sjöstedt 1918. Hetaerina amazonica ingår i släktet Hetaerina och familjen jungfrusländor. Inga underarter finns listade i Catalogue of Life.